# ハリーとヘンダスン一家
『ハリーとヘンダスン一家』（原題：Harry and the Hendersons）は、1987年制作のアメリカ合衆国のコメディ映画。スティーヴン・スピルバーグ製作総指揮（クレジットなし）。
ひょんな事から伝説の生物ビッグフットに遭遇、保護する事になったヘンダスン一家とその周囲で起きる騒動を描く。
ビッグフットはリック・ベイカーがデザインし、『プレデター』、『プレデター2』でプレデターのスーツアクターを演じたケヴィン・ピーター・ホールが演じている。ベイカーは第60回アカデミーメイクアップ賞を受賞した。
1991年には続編のテレビドラマが製作され、3シーズン続いた。
ユニバーサルスタジオジャパンのニューヨーク・エリアに｢ハッケンブルク家｣のセットファサードがある。

## あらすじ
ジョージ・ヘンダスンは妻ナンシー、娘サラ、息子アーニーと共にキャンプからシアトルの自宅へ車で帰る途中、何かをはねた。それは伝説の生物ビッグフットだった。
ビッグフットが死んだと思ったジョージたちはその体を家に持って帰るが、死んではおらず、目を覚ましたビッグフットは彼らの家で暴れまわる。
一家はそのビッグフットに“ハリー”と名前を付け、こっそりと面倒を見るうちに次第に親しくなっていくが、ある日、近所の住人たちにそれを目撃された事から、大騒動になっていく。

## キャスト
| 役名                             | 俳優                       | 日本語吹替 | 日本語吹替                                                                |
| 役名                             | 俳優                       | ソフト版   | TBS版                                                                     |
| -------------------------------- | -------------------------- | ---------- | ------------------------------------------------------------------------- |
| ジョージ・ヘンダスン             | ジョン・リスゴー           | 坂口芳貞   | 富山敬                                                                    |
| ナンシー・ヘンダスン             | メリンダ・ディロン         | 増山江威子 | 吉田理保子                                                                |
| サラ・ヘンダスン                 | マーガレット・ラングリック | 富沢美智恵 | 玉川紗己子                                                                |
| アーニー・ヘンダスン             | ジョシュア・ルドイ         | 田中真弓   | 伊倉一恵                                                                  |
| ハリー                           | ケヴィン・ピーター・ホール | なし       | なし                                                                      |
| ジャック・ラフラール             | デヴィッド・スーシェ       | 石田太郎   | 小林清志                                                                  |
| アイリーン・モフィット           | レイニー・カザン           |            | 安達忍                                                                    |
| ウォーレス・ライトウッド博士     | ドン・アメチー             | 大木民夫   | 永井一郎                                                                  |
| ジョージの父                     | M・エメット・ウォルシュ    |            | 上田敏也                                                                  |
| ジェローム （TBS版ではジェリー） |                            | 加藤正之   | 朝戸鉄也                                                                  |
| マンシーニ                       | ビル・オンティヴェロス     |            | 広瀬正志                                                                  |
| 役名未表記またはその他           |                            |            | 西川幾雄 平井誠一 島田敏 中田和宏 安西正弘 吉田美保 竹口安芸子 小金澤篤子 |

- TBS版：初回放送1992年4月22日 『水曜ロードショー』 21:02-22:54